# Résolution 301 du Conseil de sécurité des Nations unies
Membres permanents
- Chine
- États-Unis
- France
- Royaume-Uni
- URSS

Membres non permanents
- Argentine
- Burundi
- Belgique
- Italie
- Japon
- Nicaragua
- Pologne
- Sierra Leone
- Somalie
- Syrie

Résolution no 300 Résolution no 302
La résolution 301 du Conseil de sécurité des Nations unies est adoptée à 13 voix contre zéro lors de la 1 598e séance du Conseil de sécurité des Nations unies le 20 octobre 1971, après avoir réaffirmé les résolutions précédentes sur le sujet, le Conseil a condamné les bantoustans, qu'il a décrits comme des mesures visant à détruire l'unité et l'intégrité territoriale, ainsi que la présence illégale continue de l'Afrique du Sud en Namibie, alors connue sous le nom de Sud-Ouest africain.
Le Conseil a terminé en appelant tous les États à soutenir les droits du peuple namibien en appliquant pleinement les dispositions de cette résolution et a demandé au secrétaire général de faire rapport périodiquement sur l'application de la résolution.
La résolution a été adoptée par 13 voix contre zéro, la France et le Royaume-Uni s'étant abstenus.
Il s'agit de la dernière résolution adoptée avant l'expulsion de la république de Chine (dont le siège est à Taiwan) des Nations unies, lorsque la république populaire de Chine l'a remplacée.

### Sources
- (en) Cet article est partiellement ou en totalité issu de l’article de Wikipédia en anglais intitulé « United Nations Security Council Resolution 301 » (voir la liste des auteurs).

### Texte
- Résolution 301 sur fr.wikisource.org
- Résolution 301 sur en.wikisource.org